# 장진영 (음악인)
장진영 (1983년 7월 1일 ~ )은 대한민국의 가수 겸 보컬 트레이너이다.

## 학력
- 자양고등학교 (졸업)
- 동아방송예술대학교 영상음악과 (전문학사)

## 방송출연
- 언니들의 슬램덩크(2016)
- 아이돌학교(2017)

## 음반

### 싱글 음반
- 《시간이 흐른 뒤》 (2011년)
- 《Vocalist》 (2011년)

블랙비트
- 《Black Beat 2002 - The First Performance 001》 (2002년)

By 진성 (By JINSUNG)
- 《지우개》 (2007년)

더 블랙
- 《#2010-Never Again#002》 (2010년)

퀘스천
- 《Black ＆ White》 (2012년)